# Move to Memphis
«Move to Memphis» es la novena canción del recopilatorio Headlines And Deadlines: The Hits Of a-ha (1991) y la segunda canción del álbum Memorial Beach (1993) . Esta Canción fue hecha para promocionar el recopilatorio Headlines And Deadlines: The Hits Of a-ha hecho en 1991 y el único sencillo de este. Después fue incluida en Memorial Beach (1993) pero con otra versión.

## Video
- Dirección: Erick Ifergan
- De naturaleza muy abstracta, como Dark Is The Night For All (ambas dirigidas por el mismo director), muestra a hombres en actitudes sadomasoquistas, mientras la banda canta y baila. Morten luce el pelo largo, siendo la última vez que aparecería así en un video de a-ha.
- Disponible en Headlines And Deadlines

## Información de los sencillos

### Sencillo en vinilo de 7"
- Sencillo de Alemania de 7"

Presenta a Move To Memphis (4:15) y a Crying In The Rain (4:46) en vivo en NRK (Corporación de Emisiones Noruegas).
- Promoción en México

Esta Promoción de 7" dice en el título "Cambiate a Memphis", al parecer solo trae a Move To Memphis (4:15). No se sabe mucho de lo que contiene, es una versión muy rara.
- Sencillo en UK de 7"

Presenta a Move To Memphis (4:15) y a Crying In The Rain (4:46) en vivo en NRK (Corporación de Emisiones Noruegas).
- Promoción en UK

Esta Promoción de 7" contiene al parecer una versión de Move To Memphis Editada en Radio (4:11). No se sabe mucho de lo otro que contiene, es una versión muy rara.

### Sencillo en vinilo de 12"
- Sencillo en Alemania

Este Presenta a Move To Memphis (Versión Extendida), I've Been Losing You (En vivo), East Of The Sun (En vivo) y a (Seemingly) Non-Stop July (En vivo), los 3 en vivo en NRK (Corporación de Emisiones Noruegas).
- Sencillo en UK

Presenta a Move To Memphis (Versión Extendida), I've Been Losing You (En vivo), East Of The Sun (En vivo) y a (Seemingly) Non-Stop July (En vivo), los 3 en vivo en NRK (Corporación de Emisiones Noruegas).

### Sencillo en CD
- Sencillo en Alemania de 5"

Presenta a Move To Memphis (4:15), Crying In The Rain (En Vivo), Early Morning (En Vivo), Manhattan Skyline (En Vivo), al parecer los tres en vivo en NRK (Corporación de Emisiones Noruegas).
- Sencillo en Japón de 3"

Presenta a Move To Memphis (4:15) y a Crying In The Rain (4:46) en vivo en NRK (Corporación de Emisiones Noruegas).
- Promoción en Japón de 5"

Presenta solamente a Move To Memphis (4:15)
- Sencillo de UK de 5"

Presenta a Move To Memphis (4:15), Crying In The Rain (En Vivo), Early Morning (En Vivo), Manhattan Skyline (En Vivo), al parecer los tres en vivo en NRK (Corporación de Emisiones Noruegas).
- Promoción en UK de 5"

Presenta a Move To Memphis (Editada en Radio) (4:11), Crying In The Rain (En Vivo), Early Morning (En Vivo), Manhattan Skyline (En Vivo), al parecer los tres en vivo en NRK (Corporación de Emisiones Noruegas).

### Sencillo en casete
- Sencillo En Australia

Presenta a Move To Memphis (4:15) y a Crying In The Rain (4:46) en vivo en NRK (Corporación de Emisiones Noruegas), estas también están al otro lado del casete.
- Sencillo en UK

Presenta a Move To Memphis (4:15) y a Crying In The Rain (4:46) en vivo en NRK (Corporación de Emisiones Noruegas), estas también están al otro lado del casete.
- Promoción en UK (no se sabe si es exactamente en UK)

Presenta a Move To Memphis (4:15) y a Move To Memphis (Versión Extendida) (6:39) en el otro lado.
- Datos: Q3326915